# Liste der Monuments historiques in Champagné-le-Sec
Die Liste der Monuments historiques in Champagné-le-Sec führt die Monuments historiques in der französischen Gemeinde Champagné-le-Sec auf.

## Liste der Bauwerke
| Bezeichnung     | Beschreibung                     | Standort | Kennzeichnung | Schutzstatus | Datum | Bild |
| --------------- | -------------------------------- | -------- | ------------- | ------------ | ----- | ---- |
| Kirche St-Léger | Erbaut Ende des 12. Jahrhunderts | (Lage)   | PA00105376    | Classé       | 1985  |      |
| Herrenhaus      | Erbaut im 15. Jahrhundert        | (Lage)   | PA00105789    | Inscrit      | 1989  |      |

## Liste der Objekte
- Monuments historiques (Objekte) in Champagné-le-Sec in der Base Palissy des französischen Kultusministeriums